# Movimento Socialista Pan-Etíope

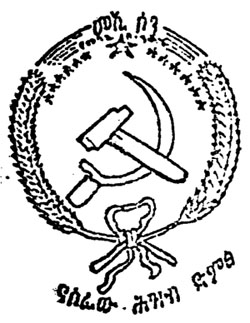
Logo do Movimento Socialista Pan-Etíope

Movimento Socialista Pan-Etíope (amárico:  ሁሉም - ኢትዮጵያ ሶሻሊስት ንቅናቄ: Mela Ethiopia Sosialist Niqinaqē, MEISON) é um partido político marxista-leninista etíope que esteve ativo na política do país durante a década de 1970. Assim como o Partido Revolucionário do Povo Etíope (PRPE), esta organização foi entusiasta da revolução comunista que derrubou o imperador Haile Selassie em 1974. No entanto, quando Mengistu Haile Mariam tomou o poder à frente da junta militar Derg, um conflito se desenvolveu entre os dois grupos, com o MEISON alinhando-se com Mengistu.
MEISON foi criado em 1968 por Haile Fida, um oromo da antiga província de Welega sobre a qual o partido tinha, portanto, uma base sólida. Quando o Derg voltou-se contra o MEISON, Haile Fida tentou fugir de Addis Ababa para Welega com um grupo de apoiantes em agosto de 1977, mas seria preso..